# NGC 6161
NGC 6161 is een spiraalvormig sterrenstelsel in het sterrenbeeld Hercules. Het hemelobject werd op 30 juni 1870 ontdekt door de Franse astronoom Édouard Jean-Marie Stephan.

## Synoniemen
- MCG 6-36-46
- ZWG 168.13
- HCG 82C
- KUG 1626+329B
- IRAS 16264+3255
- PGC 58235